# Amblyops aequispina
Amblyops aequispina är en kräftdjursart som beskrevs av Yakov Avadievich Birstein och Tchindonova 1958. Amblyops aequispina ingår i släktet Amblyops och familjen Mysidae. Inga underarter finns listade i Catalogue of Life.